# D'Artagnan contro i 3 moschettieri
D'Artagnan contro i 3 moschettieri è un film del 1963, diretto da Fulvio Tului.